# Don Benito-moskee
De Don Benito-moskee (ook wel Islamitisch Cultureel Centrum Abdulaziz bin Ibrahim Al Ibrahim genoemd) is een moskee in Don Benito in het westen van Spanje. De moskee heeft drie verdiepingen en bevat naast een gebedsruimte voor mannen ook een gebedsruimte voor vrouwen, wasruimte, douche, bibliotheek, school, keuken en een appartement om buitenlands logé te ontvangen. Op het dak staan een zonnepanelen. De bouw van de moskee duurde 5 jaar en werd op 7 december 2020 ingehuldigd.